# Mnożnik (procesor CPU)
Mnożnik – liczba (np. 8, 4,5, 10), przez którą mnoży się częstotliwość magistrali systemowej FSB lub BCLK (np. 133 MHz) w celu ustawienia częstotliwości procesora (CPU), na przykład 12,5x133 MHz = 1662 MHz (1,66 GHz).
Konieczność stosowania mnożnika wynika z powolności układów współpracujących z CPU. Wzrost częstotliwości taktowania procesorów był znacznie szybszy niż pozostałych elementów (m.in. pamięci) i z czasem konieczne okazało się stosowanie rozwiązań innych niż praca w pełni synchroniczna. Wydajność dzisiejszych komputerów jest w dużym stopniu zależna właśnie od komponentów dołączanych do CPU, a nie tylko od jego prędkości.
Część z obecnie produkowanych procesorów firm AMD i Intel ma mnożnik zablokowany w celu uniemożliwienia przetaktowania procesora w ten sposób. Blokada mnożnika została wprowadzona po raz pierwszy przez firmę Intel w procesorach Pentium MMX, co miało ograniczyć proceder sprzedawania przez niektóre nieuczciwe firmy zestawów komputerowych z przetaktowanymi procesorami po cenach odpowiadającym droższym modelom. Istniał również proceder ścierania oznaczeń na procesorach i nadrukowywania nowych (wyższych) parametrów, by sprzedać później takie procesory znacznie drożej. Na ogół blokada jest tylko częściowa i nie obejmuje mnożników niższych niż nominalne, wskutek czego możliwe jest stosowanie różnych trybów oszczędzania energii dzięki dynamicznemu obniżaniu taktowania procesora, gdy nie jest on obciążony (por. underclocking). Niektóre wielordzeniowe procesory mogą przejściowo korzystać z pewnego zakresu mnożników wyższych niż nominalne (technologie Intel Turbo Boost, AMD Turbo Core) pod warunkiem, że inne rdzenie w tym czasie nie wykonują żadnych zadań i nie przekroczono dopuszczalnej temperatury rdzenia. Warianty procesorów z odblokowanym mnożnikiem mają zazwyczaj dodane specjalne oznaczenia jak np. „Black Edition” w przypadków procesorów Phenom AMD lub „K” w przypadku procesorów Intel Core (np. i5-2500K, i7-2600K). Procesory z odblokowanym mnożnikiem zazwyczaj kosztują więcej niż ich „zablokowane” odpowiedniki i są produkowane z myślą o wysokowydajnych konstrukcjach wykorzystujących ponadstandardowe techniki chłodzenia procesora.
Z wprowadzeniem mnożnika wprowadzono też pamięć podręczną (cache) pierwszego poziomu, która pracuje zwykle z prędkością CPU (choć nie w każdym modelu procesora), ale ma niewielką pojemność (do 8 MB). Jeśli w tej pamięci nie ma potrzebnych danych, procesor korzysta z pamięci podręcznej kolejnych poziomów, które mają większy rozmiar, ale mniejszą prędkość, a co za tym idzie dłuższy czas dostępu w stosunku do pamięci podręcznej pierwszego poziomu. Współcześnie procesory posiadają do trzech poziomów pamięci podręcznej. Gdy żądane dane nie są dostępne w żadnej z pamięci podręcznych, procesor korzysta z pamięci RAM. Jeśli brakuje miejsca nawet w pamięci RAM, to system operacyjny może zastosować mechanizmy pamięci wirtualnej; dane są wtedy zapisywane na dysku twardym jako tzw. plik wymiany (Windows) lub partycja wymiany (Linux).